# Добромир Дафинов
Добромир Дафинов е бивш български футболист, офанзивен полузащитник. Играе за Светкавица от 1987 до 1998 г. В Б група има 98 мача и 29 гола. Рекордьор на Светкавица по участия в младежкия национален отбор – 23 мача с 4 гола.